# Pieterfaurea
Pieterfaurea is een geslacht van neteldieren uit de klasse van de Anthozoa (bloemdieren).

## Soorten
- Pieterfaurea equicalceola Williams, 2000
- Pieterfaurea khoisaniana (Williams, 1988)
- Pieterfaurea lampas Williams, 2000
- Pieterfaurea sinuosa Williams, 2000
- Pieterfaurea unilobata (J.S. Thomson, 1921)